# Riu Cape Fear
El riu Cape Fear és un riu d'aigües negres de 307,51 km de longitud a l'est del centre de Carolina del Nord, als Estats Units. Desemboca a l'oceà Atlàntic prop del cap Fear, del qual pren el nom. Té un cabal de 282.032 m3/s a la seva desembocadura.
D'acord amb el Geographic Names Information System també se l'ha conegut històricament com: riu Cape Fair, riu Cape-Feare, riu Charle, riu Charles, riu Clarendon, riu North East Cape Fear, North West Branch i ío Jordan.

## Curs
Es forma a Haywood, prop de la frontera entre els comtats de Lee i Chatham, per la confluència dels rius Deep i Haw just a sota del llac Jordan. Flueix al sud-est passant per Lillington, Fayetteville i Elizabethtown, i després rep el riu Black aproximadament a 16 km al nord-oest de Wilmington. A Wilmington, rep el riu Northeast Cape Fear i el riu Brunswick, gira cap al sud, eixamplant-se com a estuari i entrant a l'Atlàntic aproximadament a 5 km a l'oest del cap Fear.
Durant l'era colonial, el riu va proporcionar una ruta principal de transport a l'interior de Carolina del Nord. Avui el riu és navegable fins a Fayetteville a través d'una sèrie de rescloses i preses. L'estuari del riu proporciona un segment del recorregut de la via fluvial intracostal.